# Projekt41
Projekt41 ist eine deutsche Pop-Rock-Band aus Waldheim, die seit 1989 in wechselnder Besetzung spielt. Zu ihren kommerziell erfolgreichsten Liedern gehören Ich will dir sagen (2001) und Was bleibt ist kalter Rauch (2002).

## Geschichte
1989 lernte Sven Panuschka während seiner Dienstzeit bei der NVA André Franke kennen. Er brachte ihm das Gitarrespielen bei und die beiden gründeten schließlich die Band „Projekt41“, benannt nach der Adresse ihres ersten Probenraumes im sächsischen Waldheim. Von Anfang an verfolgten sie das Ziel, Rock- und Popmusik mit eigenen Titeln zu machen.
2001 veröffentlichten sie mit dem Hamburger Produzenten Peter Sebastian die Single Ich will dir sagen. Es folgten zwei Alben sowie Auftritte in Radio und Fernsehen und bei Festivals. In der MDR-Show Lucky Star wurde ihr Titel Was bleibt ist kalter Rauch von den Zuschauern auf Platz drei gewählt. Gemeinsame Auftritte mit DJ BoBo, Spider Murphy Gang, Silbermond oder Captain Jack sowie zum Tag der Deutschen Einheit vor dem Brandenburger Tor, machten sie einem breiteren Publikum bekannt.
Kurz darauf trennte sich die Band von ihrem Management, um ihrem Stil treu bleiben zu können. Es folgten einige personelle Veränderungen.
Im Jahr 2000 bekam René Bergmann einen Gutschein für eine Schnupperstunde Musikunterricht bei Sven Panuschka. Seine Begeisterung war geweckt, er lernte Keyboard und Klavier, später Gitarre. Sein erster großer Auftritt war 2002 in Döbeln. Bergmann erwarb 2010 das Zertifikat zum Tontechniker und absolvierte ein Studium zum Audio Engineer. Seit 2013 ist er für das Mixing und Recording bei Projekt41 verantwortlich.
2012 kam Ronny Plenikowski ins bandeigene Studio, um als Alleinunterhalter eine CD aufzunehmen. Er lernte bei Sven Panuschka und René Bergmann das Zusammenspiel in einer Band und ist seit 2013 als Keyboarder dabei. 2016 stieß Marco Paulisch, ein ehemaliger Schüler von Panuschka, als Schlagzeuger zur Band. Seine Frau Jenny übernahm kurz darauf den Part als Bassistin.
Komplettiert wurde die Band durch den Berliner Multi-Instrumentalisten Kalle Ricken, bekannt als „Die blaue Geige“.

## Diskografie

### Alben
- 2000: Was ich fühl’
- 2005: Durch die Welt
- 2020: Für Dich

### Singles
- 1999: Lass mich los
- 2001: Ich will dir sagen
- 2002: Was bleibt ist kalter Rauch
- 2008: Kleine Sünden
- 2014: Engel